# Слободка (Новгород-Северский район)
Слободка (укр. Слобідка) — село в Новгород-Северском районе Черниговской области Украины. Население — 366 человек. Занимает площадь 1,12 км².
Почтовый индекс: 16071. Телефонный код: +380 4658.
В начале XI века гибнет городище роменской культуры у села Слободка.

## Власть
Орган местного самоуправления — Блистовский сельский совет. Почтовый адрес: 16071, Черниговская область, Новгород-Северский р-н, с. Блистова, ул. Хмельницкого, 50.